# メネクセノス (パイアニア区)
メネクセノス（希: Μενέξενоς）は、紀元前5世紀から4世紀にかけて生きた、古代ギリシアのアテナイのパイアニア区出身の人物。
プラトンの対話篇に登場することで知られる。
プラトンの対話篇では、『リュシス』においてタイトルになっている少年リュシスの親友として、同じくパイアニア区出身で年上のいとこであるクテシッポスと共に登場している。
また彼の名を題する『メネクセノス』では、成長して国政や弁論術に興味を持つようになった青年として登場している。
ソクラテスの弟子であったかは定かではないが、ソクラテスの刑死を看取ったメンバーの中にクテシッポスと共に含まれていることが『パイドン』で述べられているので、ソクラテスとかなり親しい関係にあったことが分かる。
ちなみに、ソクラテスには3人の息子がおり、一番下の息子もメネクセノスというが、ソクラテスの死刑当日にはまだ幼児だったそのメネクセノスもまた、途中までそこに参加しており、たまたま2人のメネクセノスがそこに居合わせていたことになる。